# Arșița (okręg Bistrița-Năsăud)
Arșița – wieś w Rumunii, w okręgu Bistrița-Năsăud, w gminie Măgura Ilvei. W 2011 roku liczyła 393 mieszkańców.